# Tridentea dwequensis
Tridentea dwequensis är en oleanderväxtart som först beskrevs av Lückh., och fick sitt nu gällande namn av Leslie Larry Charles Leach. Tridentea dwequensis ingår i släktet Tridentea och familjen oleanderväxter. Inga underarter finns listade i Catalogue of Life.